# الرعب في المتحف

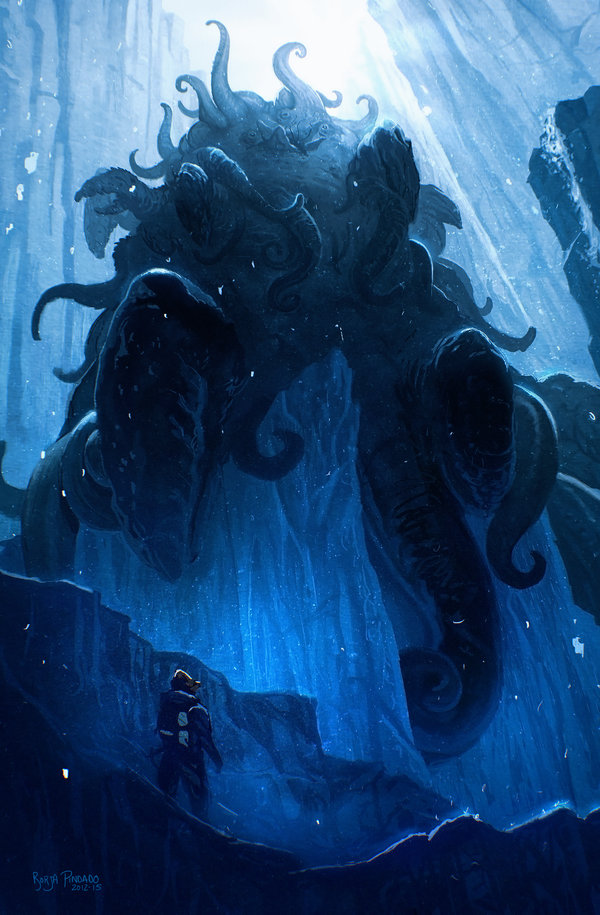
ران تيغوث، عمل فني لبورجا بيندادو.

الرعب في المتحف هي قصة قصيرة كتبها هوارد فيليبس لافكرافت لسومرفيل، كاتبة ماجستير هازل هيلد في أكتوبر 1932، ونشرت في عام1933 ؛ إنها واحدة من خمس قصص نقحها هوارد لـ هيلدا، و تمت إعادة طبع القصة في عدة مجموعات، مثل الرعب في المتحف و التنقيحاتالأخرى ، و تم تقديم هيلد إلى هوارد من قبل صديقه في بروفيدنس موريل إي إيدي (انظر س. إم. إيدي جونيور)، ابتداءً من عام 1965، نُشرترسائله إلى الأصدقاء والكتاب الآخرين التي ادعى فيها لوفكرافت أن هذه القصة كانت في الغالب عمله الخاص ، على سبيل المثال كتب في رسالةإلى كلارك أشتون سميث في 14 يونيو 1933 (نُشرت في «داونوارد سباير ، لونلي هيل'، الصفحة 420):» نعم - قصة متحف الشمع هي فيالغالب قصة خاصة بي ؛ بشكل كامل في الصياغة، وأيضًا فيما يتعلق بخلفية علم الآثار في ألاسكا والرعب العتيق ، ستجد تساثوغوا مذكورة ".

## القصة
تتعلق الحكاية بالعلاقة بين ستيفن جونز وجورج روجرز، صاحب متحف شمع خاص متخصص في الشبح في لندن، في البداية ودية، تتدهور عندمايسخر جونز أولاً من روجرز ثم يشك في أنه مجنون بـ «حكاياته الجامحة واقتراحاته عن الطقوس والتضحيات لآلهة كبار السن مجهولي الهوية» ؛يقبل جونز عرض روجرز الدائم لقضاء ليلة في المتحف ويتعرض للهجوم من قبل مضيفه، الذي قُتل بدوره على يد الكيان ران-تيغوث الذي كان يقدمتضحيات له، وينتهي به الأمر إلى أن يصبح جزءًا من العروض، و يُلمح ضمنيًا إلى أن مساعده أطلق النار على ران-تيغوث لجعله جزءًا من العرض المذكور.